# Marathon van Wenen 2003
De marathon van Wenen 2003 vond plaats op zondag 25 mei 2003 in Wenen. Het was de twintigste editie van deze marathon.
Bij de mannen ging de overwinning naar Joseph Chebet uit Kenia in 2:14.49. De Italiaanse Lucilla Andreucci zegevierde bij de vrouwen in 2:35.32. Zij had op de finish een kleine halve minuut voorsprong op haar achtervolgster Aurica Buia uit Roemenië.
Het evenement was tevens het toneel van het Oostenrijks kampioenschap op de marathon. De nationale titels werden gewonnen door Michaël Buchleitmer (vierde in 2:16.31) en Eva-Maria Gradwohl (zesde in 2:39.48).

## Wedstrijd
Mannen
| rang   | naam                | land | tijd    |
| ------ | ------------------- | ---- | ------- |
| Goud   | Joseph Chebet       | KEN  | 2:14.49 |
| Zilver | João N'Tyamba       | ANG  | 2:15.10 |
| Brons  | Vincent Kipsos      | KEN  | 2:16.20 |
| 4      | Michaël Buchleitmer | AUT  | 2:16.31 |
| 5      | Elijah Mutandiro    | ZIM  | 2:16.32 |
| 6      | Josephat Rop        | KEN  | 2:17.38 |
| 7      | Samson Loywapet     | KEN  | 2:19.33 |
| 8      | Mykola Rudyk        | UKR  | 2:20.08 |
| 9      | Vicenzo Modica      | ITA  | 2:20.13 |
| 10     | Michael Nyaschke    | ZIM  | 2:20.24 |

Vrouwen
| rang   | naam                | land | tijd    |
| ------ | ------------------- | ---- | ------- |
| Goud   | Lucilla Andreucci   | ITA  | 2:35.32 |
| Zilver | Aurica Buia         | ROU  | 2:35.57 |
| Brons  | Mesereth Kotu       | ETH  | 2:37.24 |
| 4      | Anne Kosgei         | KEN  | 2:38.23 |
| 5      | Aniela Niekel       | POL  | 2:39.27 |
| 6      | Eva-Maria Gradwohl  | AUT  | 2:39.48 |
| 7      | Lidiya Vasilevskaya | RUS  | 2:41.21 |
| 8      | Emily Kimuria       | KEN  | 2:46.15 |
| 9      | Yeter Gulay         | TUR  | 2:52.01 |
| 10     | Ingrid Eichberger   | AUT  | 2:57.27 |

1984 ·
1985 ·
1986 ·
1987 ·
1988 ·
1989 ·
1990 ·
1991 ·
1992 ·
1993 ·
1994 ·
1995 ·
1996 ·
1997 ·
1998 ·
1999 ·
2000 ·
2001 ·
2002 ·
2003 ·
2004 ·
2005 ·
2006 ·
2007 ·
2008 ·
2009 ·
2010 ·
2011 · 
2012 ·
2013 ·
2014 ·
2015 ·
2016 ·
2017 ·
2018 ·
2019 ·
2020 ·
2021 ·
2022 ·
2023 ·
2024